# Nadzvočno letalo nove generacije
Nadzvočno letalo nove generacije je nadzvočno potniško letalo, ki ga razvija japonska vesoljska agencija JAXA. Novo letalo bo imelo kapaciteto 300 potnikov, 3x več kot Aérospatiale-BAC SST Concorde in bo letelo pri hitrosti 2 Macha (2 450,1 km/h; 1 522,4 milj/h). Cena vozovnice naj bi bila podobna sedanjim podzvočnim poslovnim letalom. JAXA namerava lansirati letalo do leta 2015. 11,5 metrski prototip so lansirali 10. oktobra 2005.
Glavni problem je zelo glasen hrup, ki ga proizvajajo letala pri nadzvočni hitrosti. Zato Concorde ni smel leteti čez poseljena območja. Zaradi tega so preklicali tudi ameriškega Boeing 2707. Od 1960ih se je pojavilo nekaj novih tehnologij, ki naj bi zmanjšale hrup. JAXA je objavila leta 2008, da bo sodelovala z NASO za rešitev tega problema.
JAXA tudi študira o razovju hipersoničnega plovila s hitrostjo leta Mach 5+ (6125 km/h+).